# Federació Regionalista de Bretanya
Federació Regionalista de Bretanya (en bretó, Unvaniez arvor) fou un grup regionalista bretó aparegut el 1912 com a escissió de la Unió Regionalista Bretona, dirigida per Maurice Duhamel al que s'uniren Émile Masson, Camille Le Mercier d'Erm, Fañch Vallée, Jean Choleau, François Taldir-Jaffrenou i Loeiz Herrieu. André Mellac fou escollit el 1925 (congrés de Pont-Aven) com a secretari. Els òrgans del partit foren Le reveil breton, Unvaniez arvor (creat el 1916) i Galerne.
Era dominada per la burgesia urbana d'orientació liberal, que acceptava la sobirania francesa i que es preocupava més per l'economia que no pas per la política.